# Odoardo Bacchelli
Odoardo Bacchelli (Galvez Santa Fè, 10 dicembre 1896 – Pederobba, 26 novembre 1917) è stato un militare italiano.

## Biografia
Odoardo Bacchelli era figlio di agiati emigranti in Argentina. Trasferitosi in Italia, frequentò dapprima il regio liceo ginnasio statale Marco Minghetti (1914-1915) e in seguito studiò ingegneria, iscrivendosi al primo  anno del biennio per ingegneri (1916-17) all'università di Bologna.
Allo scoppio della Grande Guerra fu inscritto alla leva del comune di Bologna, dove aveva trovato lavoro nelle Ferrovie. Fu ucciso alle spalle da una scarica di mitragliatrice, sul monte Monfenera, durante la Prima battaglia del Piave dopo che, con due compagni, aveva fatto prigionieri un numeroso gruppo di soldati austro-ungarici e li stava portando nelle retrovie per interrogarli. Fu decorato con Medaglia d'Argento al Valor Militare.

## Riconoscimenti
- Il 9 gennaio 1918 gli fu conferita la Laurea honoris causa in Matematica (Facoltà di Scienze Matematiche Fisiche e Naturali).[2]